# Site d'escalade du Bourget
Le site d'escalade du Bourget est un site sportif construit dans la commune du Bourget (Seine-Saint-Denis) en France à l'occasion des Jeux olympiques de 2024 où le site doit accueillir les épreuves olympiques d'escalade. Le site est extérieur, mais aussi intérieur avec la construction d'un gymnase qui se transformera après les Jeux en terrain de handball. 

## Choix du site

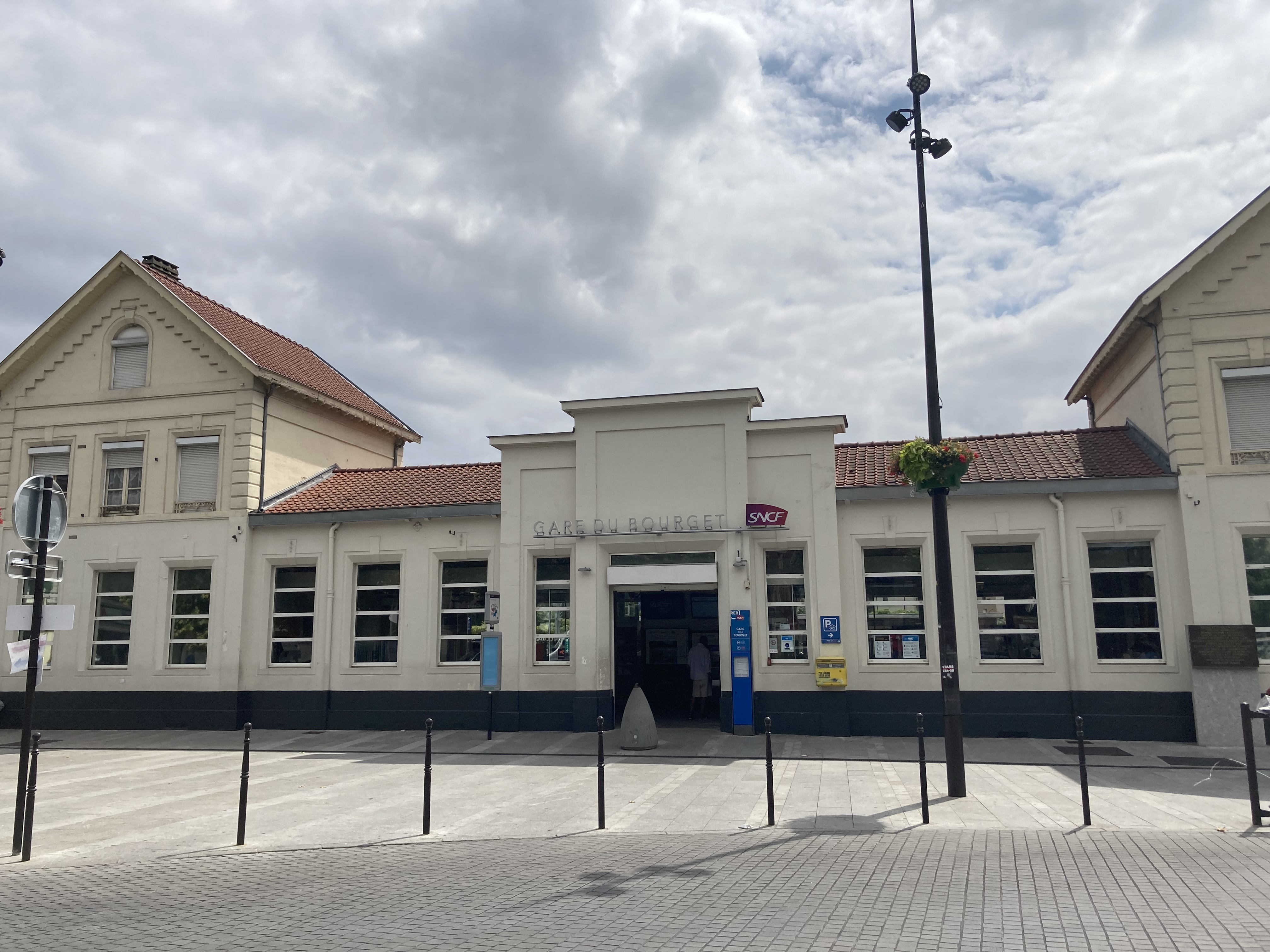
La gare du Bourget est à proximité du site.

Avec la Piscine olympique de Saint-Denis, le centre d’escalade du Bourget est le seul équipement sportif construit spécifiquement pour les Jeux de 2024. À la suite de la relocalisation des épreuves de badminton, puis de volley-ball initialement prévu au Bourget, l'escalade a été octroyée en compensation. 
Cette nouvelle localisation permet la rénovation du parc sportif du Bourget. Le site est relié au village des médias et au Parc des expositions de Paris-Le Bourget par une passerelle construite au-dessus de l'autoroute A1 qui débouche directement dans le parc.
Les travaux sont assurés par l'entreprise Société de livraison des ouvrages olympiques qui conçoit tous les lieux de compétitions.

## Configuration
Outre la construction du site d'escalade, le parc sportif qui se voit totalement être réaménagé. Passant de 9 à 13 hectares, il s'agrandit et s'enrichit de nouvelles infrastructures sportives. Six murs d’escalade seront construits et utilisés pour les épreuves d'escalade pendant les Jeux. On retrouvera trois murs temporaires dédiés aux épreuves d'escalade, situés en extérieur qui seront déconstruits à la fin des Jeux, mais aussi trois murs d’entrainement et d’échauffement, deux en extérieur et un en intérieur dans un gymnase multiactivités, qui seront conservés dans le parc sportif. Le gymnase sera lui adapté après les Jeux pour pouvoir accueillir des compétitions de handball et le nombre de tribunes sera réduit à 250 places.
Le groupe scolaire est totalement reconstruit sous forme deux nouvelles écoles (maternelle et primaire) Jacqueline Auriol et Jean Jaurès et inauguré en janvier 2023. Le site accueille un nouveau gymnase (remplaçant le vétuste gymnase Raoul Clerget), deux terrains de football, une piste d’athlétisme, 7 courts de tennis et club house, un boulodrome, une aire de jeux et la piscine communale,.

## Moyens d'accès
- par la gare du Bourget
- par les gares du Bourget ou de Dugny - La Courneuve.